# العلاقات السورية الهندية
العلاقات السورية الهندية تمتعت بروابط حضارية قديمة فقد كانتا كلتاهما على طريق الحرير الذي تمر عبره التبادلات الحضارية القرون.

## العلاقات السياسية
استمرت العلاقات السياسية على الصعيد الثنائي بين الهند وسورية بشكل عميق ووقوف مع البعض في القضايا السياسية، حيث عبرت الهند في أكثر من مناسبة عن دعمها للقضايا العربية وحق سورية باسترجاع كامل الجولان المحتل ودعمها لتحقيق السلام العادل والشامل في المنطقة كما أكدت وتؤكد دائماً أهمية الدور الذي تضطلع به سورية نتيجة مواقفها.كذلك سوريا دعمت حق الهند في خلافها مع الباكستان والصين وعبرت عن حل مشكلة كشمير سلميا. وساهمت الروابط التاريخية المستندة إلى كفاح البلدين المشترك ضد المستعمر باعتبارهما جزءا من حركة التحرر العالمية وتعاونهما وتنسيقهما في المحافل الدولية في إطار حركة دول عدم الانحياز في تعزيز ما يربط البلدين والحفاظ على حقوق ومصالح البلدان النامية.
أكثر الزيارات اهمية كانت زيارة الرئيس السوري بشار الأسد إلى الهند عام 2009 التي فتحت فصلا جديدا في العلاقات السورية الهندية، فهي الزيارة الأولى لرئيس سوري منذ زيارة الرئيس الراحل حافظ الأسد إلى الهند عام 1978 قبل ثلاثين عاما.
تم أثناء الزيارة أيضا التوقيع على اتفاقات مثل اتفاقية تجنب الازدواج الضريبي واتفاقية ترويج وحماية الاستثمار وخطة عمل للتعاون في مجال الزراعة والقطاعات المتحدة.وكان التركيز الرئيسي للزيارة على إعطاء مزيد من الدفع للعلاقات الاقتصادية السورية الهندية.

## العلاقات الاقتصادية
سجلت العلاقات التجارية بين سورية والهند نموا كبيرا خلال السنوات الثمان الأخيرة وصل إلى 850 %، حيث ان حجم التبادل التجاري بين البلدين وصل إلى 256 مليون دولار عام 2004 في حين كان 30 مليون دولار عام 1996.
كما شهدت سنوات 2005 إلى 2010 تعزيز العلاقات الثنائية في المجال الاقتصادي بين الهند وسوريةأو قد ظهرت شراكات اقتصادية جديدة تشمل مجالات متنوعة كاكتشاف وإنتاج النفط والغاز والالات والتقانة والحيوية وتكنولوجيا المعلومات والمساعدة في المشاريع والزراعة والتعليم.
وصلت التجارة الثنائية خلال 2007 - 2008 إلى 693 مليون دولار مقابل 488 مليون دولار في السنة السابقة بمعدل نمو وصل إلى 42٪، وقد بلغت صادرات الهند إلى سورية 673 مليون دولار مسجلة نموا سنويا بـ 29٪ بينما كانت واردات الهند من سورية في 2007-2008 20 مليون دولار.
الشركات العاملة
تعمل مؤسسة النفط والغاز الطبيعيفيديش المحدودة، وهي شركة قطاع عام، في مجال اكتشاف النفط مسبقا في منطقة دير الزور وقد حازت حصة في شركة الفرات للنفط مع الصين سوية باستثمار 573 مليون دولار وربحت شركة ابولو الهندية الدولية مناقصة لاعادة تأهيل وتحديث معمل حماه للحديد والصلب كما ربحت شركة القطاع العام العملاقة BHELعقدا لمشروع محطة تشرين.
اوجدت اليات مؤسساتية متنوعة من اجل التعاون الثنائي كلجنة الهيدروكربون السورية الهندية ومجلس الأعمال المشترك والمفوضية المشتركة والمكتب الخارجي للاستشارات بهدف الحفاظ على الزخم في العلاقات، كما يتوفر خط الاعتماد الذي أعلن عنه أثناء زيارة رئيس الوزراء الهندي إلى سورية اواخر 2003 بقيمة 25 مليون دولار.
يذكر ان الهند تصدر إلى سورية الآليات والجوت والأقمشة الكهربائيات وتستورد من سورية الأسمدة وبعض المواد الأولية.

## العلاقات الثقافية
ان المركز الثقافي العربي-الهندي في الجامعة الملية الإسلامية يلعب دورا بارزا في تطوير العلاقات الثقافية منذ تأسيسها في شهر شباط (فبراير) 2007, ويؤدي المركز دورا فاعلا في نشر الثقافة العربية في الهند علي مستوي عال كما نظم المركز مهرجان الفيلم العربي علي مدي أربعة أيام في أب (أغسطس) ويبذل المركز كل مجهوداته لإحياء ثلاثة ملايين من المخطوطات العربية الموجودة في المكتبات الهندية المختلفة لم يتم مراجعة بعضها ولا نشرها.
وقع العديد من اتفاقيات التبادلات الثقافية والتعليمية والتدريب الفني والمساعدة إلى جانب الاتفاقيات التجارة والاستثمار، فقد زادت المنح الدراسية المقدمة إلى سورية بموجب البرنامج الهندي للتعاون الفني والاقتصادي من 35 منحة في 2005 ـ 2006 إلى 50 منحة في السنة حاليا.وصلت النشاطات الثقافية والخارجية للسفارة ابعادا جديدة في السنة الماضية متزامنة مع احتفالية دمشق عاصمة للثقافة العربية 2008، ففي مناسبة عيد الجمهورية التاسع والخمسين في الهند وبالتعاون مع جامعة دمشق نظمت السفارة معرضا للصور الضوئية عن المهاتما غاندي ـ حياته ورسالته في قاعة رضا سعيد للمعارض في جامعة دمشق، وافتتحت نائبة الجمهورية السورية نجاح العطار هذا المعرض للعموم من 27 إلى 31 كانون ثاني 2008.
شاركت السفارة الهندية بفعالية في النسخة السابعة من مهرجان طريق الحرير في شهر تشرين الاول 2008، كما شاركت ثلاث فرق ثقافية هندية في هذا المهرجان.
وأيضا شاركت السفارة الهندية في عرض الأزياء التقليدية ومهرجان الاطعمة ومعرض الصناعات اليدوية التقليدية من دول طريق الحرير كجزء من احتفالية سورية بمهرجان طريق الحرير.

## العلاقات الروحية
ازدهرت أحد فروع المسيحية في الهند وهي الكنيسة الأرثوذكسية السريانية، التي منبعها جاء من سورية، ويوجد أكثر من ثلاثة ملايين نسمة من المسيحيين السريان في الهند الذين تعود أصولهم إلى سورية والكنيسة السريانية وحيث مركز البطريركية السريانية موجود في دمشق. كما جلب القديس توماس اللغة السريانية القديمة ذات الأصل السوري إلى كيرالا في القرن الأول الميلادي، وازدهرت هذه اللغة منذ ذاك الحين ولا تزال تدرس في كليات وجامعات كيرالا.وحيث ان السوريون نقلوا البذرة الأولى للمسيحية إلى الهند ووصول الفتح العربي الإسلامي إليها في وقت مبكر من الألفية الأولى فيما كان للهند تأثيرها في التقدم الذي حققه العرب آنذاك في مجال الرياضيات وعلوم الفلك.